# حلول الأصول في المملكة المتحدة
شركة حلول الأصول في المملكة المتحدة ( UKAR ) هي شركة قابضة للخدمات المالية البريطانية يقع مقرها الرئيسي في قرية كروس فلاتس في غرب يوركشاير (بالقرب من المقر الرئيسي السابق لشركة
برادفورد آند بينغلي في بينغلي ). تم تأسيسها في أكتوبر 2010 كبنك سيئ لاحتواء عنصري التصفية، برادفورد وبينجلي (بما في ذلك العلامة التجارية مورتجيج إكسبريس) و الرهن العقاري التاريخي (المعروفة سابقًا باسم نورثرن روك لإدارة الأصول)، من البنكين المؤممين في أعقاب الأزمة المالية في عامي 2007 و 2008.
بعد الانتهاء من التخلص من دفاتر الرهن العقاري النهائية في أكتوبر 2021، لم يعد لدى شركة حلول الأصول في المملكة المتحدة أي موظفين. وتظل الشركة مملوكة للحكومة، وتتولى شركة برايس ووتر هاوس كوبرز التعامل مع أي أنشطة تنشأ عند تصفيتها.

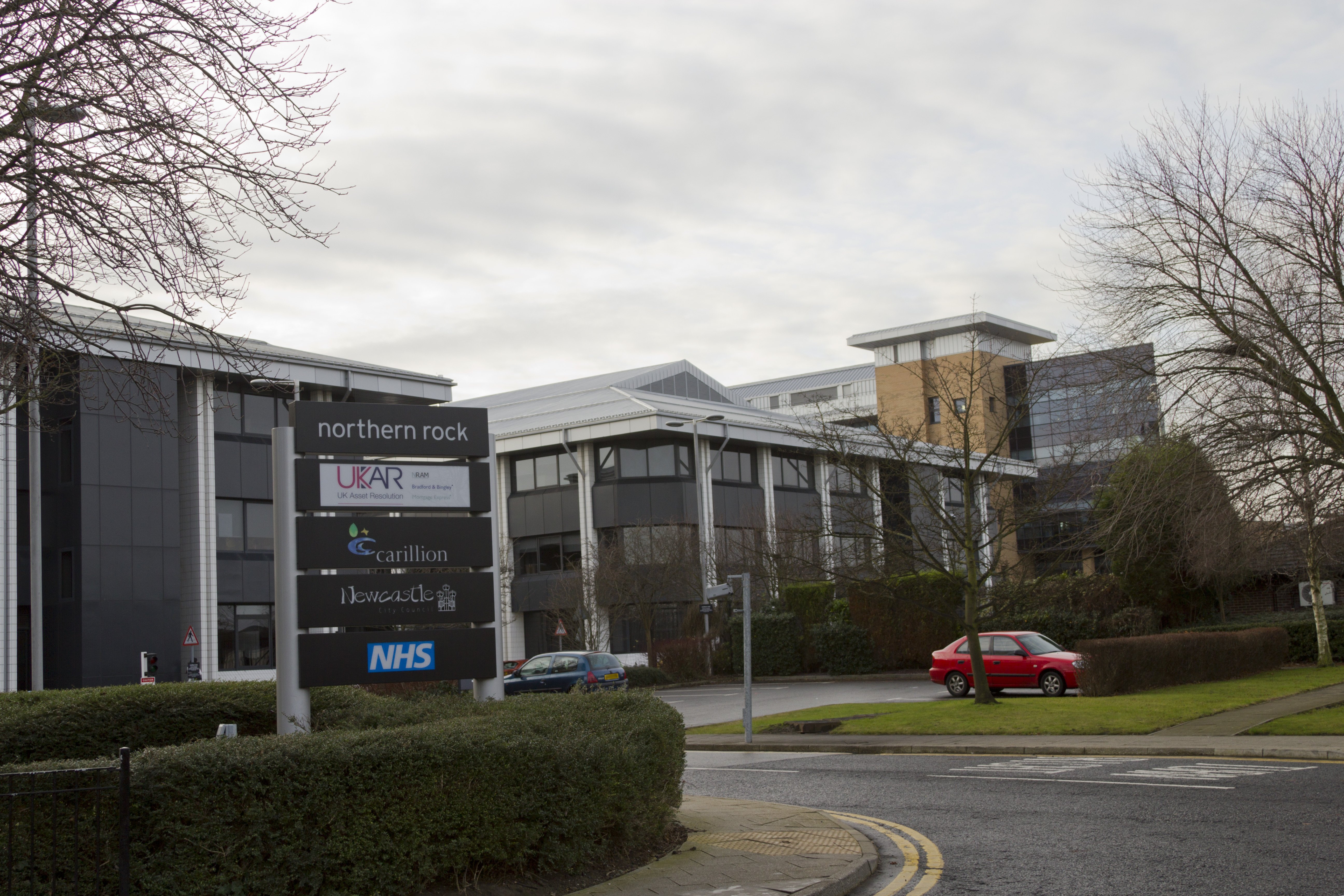
مباني " نورثرن روك " في جوسفورث ، نيوكاسل أبون تاين ، والتي سكنها بعض موظفي شركة حلول الأصول في المملكة المتحدة.

## أنظر أيضاً
- الاستثمارات المالية في المملكة المتحدة
- البنك السيئ